# Willow Bunch (ancienne circonscription fédérale)
 (avril 2021).
Si vous disposez d'ouvrages ou d'articles de référence ou si vous connaissez des sites web de qualité traitant du thème abordé ici, merci de compléter l'article en donnant les références utiles à sa vérifiabilité et en les liant à la section « Notes et références ».
Willow Bunch fut une circonscription électorale fédérale de la Saskatchewan, représentée de 1925 à 1935.
La circonscription de Willow Bunch a été créée en 1924 avec des parties de Maple Creek, Moose Jaw et Swift Current. 
Le seul député ayant représenté cette circonscription fut Thomas Donnelly du Parti libéral du Canada.
Abolie en 1933, elle fut redistribuée parmi Moose Jaw, Swift Current et Wood Mountain.